# Mazarredia
Mazarredia är ett släkte av insekter. Mazarredia ingår i familjen torngräshoppor.

## Dottertaxa tillMazarredia, i alfabetisk ordning[1]
- Mazarredia africana
- Mazarredia annamensis
- Mazarredia arcusihumeralia
- Mazarredia bamaensis
- Mazarredia bolivari
- Mazarredia brachynota
- Mazarredia celebica
- Mazarredia cephalica
- Mazarredia cervina
- Mazarredia chishuia
- Mazarredia consocia
- Mazarredia convexa
- Mazarredia cristulata
- Mazarredia curvimarginia
- Mazarredia gemella
- Mazarredia gibbosa
- Mazarredia gongshanensis
- Mazarredia guangxiensis
- Mazarredia heishidingensis
- Mazarredia huanjiangensis
- Mazarredia interrupta
- Mazarredia jiangxiensis
- Mazarredia jinxiuensis
- Mazarredia lochengensis
- Mazarredia longipennis
- Mazarredia longshengensis
- Mazarredia nigripennis
- Mazarredia oculatus
- Mazarredia ophthalmica
- Mazarredia planitarsus
- Mazarredia rufipes
- Mazarredia sfrictivertex
- Mazarredia singlaensis
- Mazarredia sobria
- Mazarredia torulosinota